# Aquarius (Aqua-album)
Az Aquarius az Aqua dán-norvég együttes 2. stúdióalbuma, mely 2000. február 28-án jelent meg az Universal kiadónál.

## Kislemezek
Az albumról kimásolt első kislemez, a Cartoon Heroes volt, mely Norvégiában és Dániában az első helyen debütált. Az Egyesült Királyságban a 7. helyen volt a dal 2000 februárjában. Később a dal világszerte slágerlistás helyezést ért el, és Top 10-es sláger lett. Az Egyesült Államokban nem sikerült bekerülnie a Billboard Hot 100-as listára. A második kimásolt kislemez az Around the World szintén Dániában volt első helyezett, de az Egyesült Királyságban csak a 26. helyet sikerült megszereznie. Ez volt az utolsó slágerlistás helyezés a legtöbb országban, mielőtt a csapat feloszlott 2001-ben.
Skndináviában és más európai országokban 2000 végén megjelentették a Bumble Bees és a We belont to the Sea című  kislemezeket, de csak mérsékelt sikert értek el.
A Freaky Friday című dal lett volna az utolsó kimásolt dal az albumról, azonban ezt törölték, annak ellenére, hogy a zenekar még mindig reklámozta az albumot. A dalt 16 évvel később, 2017-ben jelentették meg egy remix EP-n.

## Sikerek
| Értékelések |           |
| Értékelő    | Értékelés |
| AllMusic    | [ 3 ]     |
| GAFFA       | [ 4 ]     |

Az album Dániában és Norvégiában az első helyen debütált, de hét ország tíz legjobbjai is közé sikerült jutnia a slágerlistán. Az első héten Dániában 39.000 példányt értékesítettek, és ez lett az évtized leggyorsabban eladható albuma. Az album 2000-ben a második legkelendőbb albuma lett, 174.523 példányt adtak el belőle. 2001 óta az albumból 265.000 példány talált gazdára Dániában. Ez lett a 2000-es évek harmadik legkeresettebb albuma Dániában.
Az Egyesült Államokban az album a Billboard 200-as listáján a 82. helyen debütált, és hat hétig volt helyezett. Ez jelentős változatá az előző Aquaris debütáló albumhoz képest, mely a 7. helyen tetőzött, és 50 hetet töltött a listán. Az "Aquarius" albumból Európa-szerte 1.000.000 példányt értékesítettek, így az IFPI platina helyezéssel jutalmazta az eladások alapján. Az albumból. világszerte 4.000.000 példányt adtak el.

## Számlista
Minden dalt Søren Rasted és Claus Norreen,írtak. Amelyiket nem, azt külön jelezzük.
| #   | Cím                                            | Hossz |
| --- | ---------------------------------------------- | ----- |
| 1.  | Cartoon Heroes                                 | 3:38  |
| 2.  | Around the World                               | 3:28  |
| 3.  | Freaky Friday                                  | 3:45  |
| 4.  | We Belong to the Sea                           | 4:18  |
| 5.  | An Apple a Day                                 | 3:37  |
| 6.  | Halloween (writers: Rasted, Norreen, René Dif) | 3:49  |
| 7.  | Good Guys                                      | 3:58  |
| 8.  | Back from Mars                                 | 4:03  |
| 9.  | Aquarius                                       | 4:21  |
| 10. | Cuba Libre (writers: Rasted, Norreen, Dif)     | 3:36  |
| 11. | Bumble Bees                                    | 3:52  |
| 12. | Goodbye to the Circus                          | 3:59  |

| 13. | Cartoon Heroes (Metro's That's All Folks Remix) | 6:23 |

| 13. | Cartoon Heroes (Metro 7-inch Edit)                  | 4:06 |
| 14. | Cartoon Heroes (Love to Infinity Classic Radio Mix) | 3:08 |

## Közreműködő előadók
| - Aqua - keverés - Stefan Boman - hangmérnök - Christian Møller Nielsen - további programozás - René Dif - szövegíró, zeneszerző , ének - Björn Engelmann - master - Nana Hedin - háttérének - Michael Henderson - mix - János Henrik - vonós hangszerek - Ulf Janson - vonós hangszerek - Ole Kibsgaard - gitár | - Stig Kreutzfeldt - hangmérnök - Jörgen Larsen - scratch - Peter Ljung - zongora - Bernard Löhr - keverés - Claus Norreen - kompozíció, produkció, elrendezés - Lene Nystrøm - ének - Stockholm Session Orchestra - húros hangszerek - Jean-Paul Wall -háttérének - Søren Rasted - zeneszerző, producer, hangszerelés, háttérének - Anders Øland - programok |

## Megjelenési előzmények
| Régió            | Dátum             | Formátum | Label           |
| ---------------- | ----------------- | -------- | --------------- |
| Világszerte      | February 28, 2000 | CD / MC  | Universal Music |
| Egyesült Államok | 2000. március 28. | CD / MC  | MCA Records     |

## Slágerlista
| Slágerlista (2000)                      | Legjobb helyezés |
| --------------------------------------- | ---------------- |
| Ausztrália Australian Albums Chart      | 15               |
| Ausztria Austrian Albums Chart          | 11               |
| Belgium Belgian Albums Chart (Flanders) | 18               |
| Belgium Belgian Albums Chart (Wallonia) | 9                |
| Kanada Canadian Albums Chart            | 3                |
| Dánia Danish Albums Chart               | 1                |
| Hollandia Dutch Albums Chart            | 42               |
| FinnországFinnish Albums Chart          | 2                |
| Franciaország French Albums Chart       | 37               |
| Németország German Albums Chart         | 16               |
| Írország Irish Albums Chart             | 36               |
| Olaszország Italian Albums Chart        | 2                |
| Új-Zéland New Zealand Albums Chart      | 8                |
| Norvégia Norwegian Albums Chart         | 1                |
| Spanyolország Spanish Albums Chart      | 3                |
| Svédország Swedish Albums Chart         | 2                |
| Svájc Swiss Albums Chart                | 8                |
| Egyesült Királyság UK Albums Chart      | 24               |
| Egyesült Államok Billboard 200          | 82               |

| Slágerlista (2000)        | Helyezés |
| ------------------------- | -------- |
| Dánia Danish Albums Chart | 1        |

| Slágerlista (2000–2009)   | Helyezés |
| ------------------------- | -------- |
| Dánia Danish Albums Chart | 3        |

## Minősítések
| Ország                     | Minősítés  | Eladások  |
| -------------------------- | ---------- | --------- |
| Ausztrália(ARIA)           | arany      | 35.000    |
| Kanada (Music Canada)      | 2x platina | 200.000   |
| Dánia (IFPI Denmark)       | 4x platina | 200.000   |
| Japán (RIAJ)               | platina    | 100.000   |
| Norvégia (IFPI Norway)     | 2x platina | 25.000    |
| Spanyolország (PROMUSICAE) | 5x platina | 500.000   |
| Svédország (GLF)           | platina    | 80.000    |
| Svájc (IFPI Switzerland)   | arany      | 25.000    |
| Európa (IFPI)              | arany      | 1.000.000 |